# Дламини (династия)

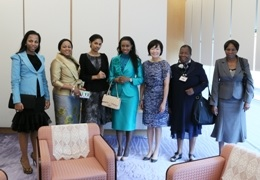
Некоторые из жён короля Мсвати III на встрече с женой премьер-министра Японии (2013)

Длами́ни (свати Dlamini) — правящая королевская династия в Эсватини, находящаяся у власти с 1745 года. Действующий король Мсвати III является нынешним главой династии. 
Дом Дламини относится к народу свази, которые, как и другие народы нгуни, практикуют многожёнство и поэтому имеют много жён и детей.

## История
Династия Дламини восходит к вождю Дламини I (также известному как Маталатала), который, как считается, мигрировал с народом свази из Восточной Африки через Танзанию и Мозамбик. Однако часто первым королём современной Эсватини считается Нгване III, правивший в 1745—1780 годах. В первые годы правления династии Дламини люди и страна, в которой они проживали, назывались Нгване, после Нгване III.

Свазиленд в XIX веке на карте Южной Африки

В начале XIX века центр семья Дламини переместилась в центральную часть Эсватини, известную как долина Эзулвини. Это произошло во время правления Собузы I. На юге страны (современный Шиселвени) напряжённость между народами нгване и ндвандве привела к вооружённому конфликту. Чтобы избежать этого конфликта, Собуза перенёс свою царскую столицу в Зомбодзе. В этом процессе он завоевал многих прежних жителей страны, тем самым подчинив их своей власти. Позже Собуза смог стратегически избежать конфликта с могущественным королевством зулусов, которое тогда правило на юге реки Моколо. Династия Дламини набирала силу и в это время правила большой страной, охватывающей весь нынешний Эсватини.

## Нынешнее положение

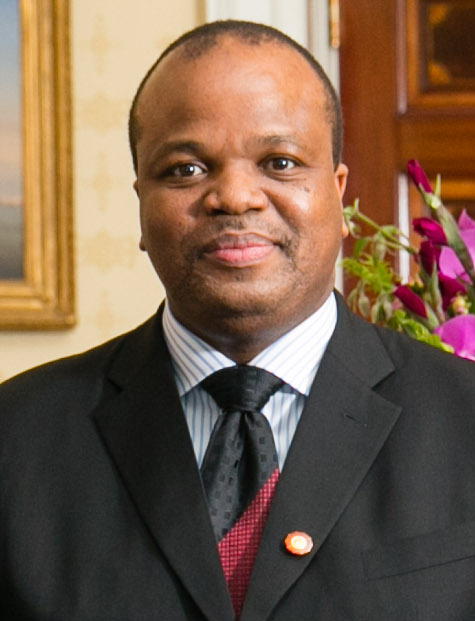
Мсвати III, нынешний король Эсватини

Королевская семья включает в себя самого короля, королеву-мать, жён короля, детей короля, а также братьев и сестёр короля и сводных братьев и сестёр короля. Из-за практики многожёнства количество людей, которых можно считать членами королевской семьи, относительно велико. Например, считается, что у короля Мсвати III более 200 братьев и сестёр.
Члены королевской семьи, в том числе сам король, вызывали как внутренние, так и международные споры. Короля и его родственников критиковали за их огромные расходы в стране с высоким уровнем бедности. В сообщениях утверждалось, что большое количество супругов и детей короля «занимает огромную часть [национального] бюджета» и что «королевская семья, кажется, живёт в своём собственном мире, который совершенно не зависит от проблем страны».
Несмотря на множественную критику, Дламини имеют устойчивое положение внутри страны. Большинство премьер-министров относятся к правящей династии, а родственники короля занимают многие важные должности в государстве.